# Herczeg Pál
Herczeg Pál (Győr, 1939. június 26. – 2017. április 24.) református lelkész, teológiai doktor, a Budapesti Református Teológiai Akadémia (majd jogutóda, a Károli Gáspár Református Egyetem) tanára 1985-től haláláig.

## Élete
1957-től tanult teológiát a Budapesti Református Teológiai Akadémián. Ezt követően Körmenden volt segédlelkész, majd 1963-ban lelkészi diplomát szerzett. 1964 és 1988 között Lábatlanban szolgált lelkészként. 1982-ben teológiai doktorátust szerzett Újszövetséggel kapcsolatos dolgozatával (Krisztológiai irányzatok a páli levelekben). 1985-től óraadóként, 1988-tól rendes tanárként tanított a Budapesti Református Teológiai Akadémián. 
2008-ban nyugdíjba ment, de professor emeritusként ezt követően is tartott előadásokat. 1997-től 2004-ig óraadóként a Komáromi Kálvin János Teológiai Akadémián, majd a Selye János Egyetemen is tanított. 2017-ben hunyt el 77 évesen.

## Művei
Több tanulmányt jelentetett meg folyóiratokban, illetve mintegy 120 szócikket írt a Keresztyén Bibliai Lexikonba. Önállóan a következő művei jelentek meg:
- Az Új Szövetség története (Budai Gergely kéziratának felhasználásával)
- Krisztológiai irányzatok a páli levelekben
- Az Újszövetség teológiájának vázlata (egyetemi jegyzet)
- Vallástörténet (egyetemi jegyzet)
- A 2. Korintusi levél magyarázata (a Jubileumi Kommentár 2. kiadásában)